# Майнц-Бинген (район)
Майнц-Бинген (нем. Mainz-Bingen) — район в Германии. Центр района — город Ингельхайм-на-Рейне. Район входит в землю Рейнланд-Пфальц. Занимает площадь 605,85 км². Население — 200 317 чел. Плотность населения — 331 человек/км².
Официальный код района — 07 3 39.
Район подразделяется на 66 общин.

## Города и общины
1. Бинген-на-Рейне (24 850)
2. Буденхайм (8 545)
3. Ингельхайм-на-Рейне (24 648)

Управление Боденхайм
1. Боденхайм (6 899)
2. Гау-Бишофсхайм (1 985)
3. Харксхайм (2 077)
4. Лёрцвайлер (2 047)
5. Наккенхайм (5 017)

Управление Гау-Альгесхайм
1. Аппенхайм (1 405)
2. Бубенхайм (860)
3. Энгельштадт (731)
4. Гау-Альгесхайм (6 431)
5. Нидер-Хильберсхайм (629)
6. Обер-Хильберсхайм (989)
7. Оккенхайм (2 329)
8. Швабенхайм-на-Зельце (2 520)

Управление Гунтерсблум
1. Дольгесхайм (947)
2. Дорн-Дюркхайм (910)
3. Аймсхайм (592)
4. Гунтерсблум (3 757)
5. Хиллесхайм (591)
6. Людвигсхёэ (554)
7. Ильферсхайм (1 136)
8. Вайнольсхайм (722)
9. Винтерсхайм (299)

Управление Хайдесхайм-на-Рейне
1. Хайдесхайм-на-Рейне (7 156)
2. Ваккернхайм (2 559)

Управление Нидер-Ольм
1. Эссенхайм (3 185)
2. Югенхайм-ин-Рейнхессен (1 659)
3. Клайн-Винтернхайм (3 477)
4. Нидер-Ольм (8 452)
5. Обер-Ольм (4 275)
6. Зёргенлох (1 181)
7. Штадеккен-Эльсхайм (4 515)
8. Цорнхайм (3 643)

Управление Нирштайн-Оппенхайм
1. Дальхайм (1 046)
2. Дексхайм (1 514)
3. Динхайм (2 015)
4. Фризенхайм (650)
5. Ханхайм (1 558)
6. Кёнгернхайм (1 335)
7. Момменхайм (3 086)
8. Нирштайн (7 644)
9. Оппенхайм (6 863)
10. Зельцен (1 543)
11. Унденхайм (2 509)

Управление Райн-Наэ
1. Бахарах (2 120)
2. Брайчайд (145)
3. Манубах (361)
4. Мюнстер-Зармсхайм (2 851)
5. Нидерхаймбах (795)
6. Обердибах (926)
7. Оберхаймбах (678)
8. Трехтингсхаузен (1 046)
9. Вальдальгесхайм (3 658)
10. Вайлер-Бинген (2 683)

Управление Шпрендлинген-Гензинген
1. Асписхайм (962)
2. Баденхайм (549)
3. Гензинген (3 386)
4. Грольсхайм (1 150)
5. Хорвайлер (779)
6. Санкт-Йохан (850)
7. Шпрендлинген (3 942)
8. Вельгесхайм (602)
9. Вольфсхайм (716)
10. Цотценхайм (643)